# جرمنتاون (مریلند)
جرمنتاون (به انگلیسی: Germantown) شهری در ایالت مریلند کشور ایالات متحده آمریکا است که جمعیت آن در سرشماری سال ۲۰۱۰ میلادی، ۸۶٬۳۹۵ نفر بوده‌است.